# Coquille (Oregon)
Coquille ist eine City und gleichzeitig Verwaltungssitz (County Seat) des Coos County im US-amerikanischen Bundesstaat Oregon. Das U.S. Census Bureau hat bei der Volkszählung 2020 eine Einwohnerzahl von 4.015 ermittelt.  

## Geographie
Coquille liegt auf 43°10'46" nördlicher Breite und 124°11'15" westlicher Länge am Oregon State Highway OR 42. Durch Coquille fließt der Coquille River, dessen Gezeiten hier noch spürbar sind. An seiner Mündung etwa 20 Kilometer westlich liegt die Stadt Bandon am Pazifischen Ozean. Eugene befindet sich in etwa 150 Kilometer nordöstlich von Coquille.

## Demografische Daten
Im Jahre 2010 wurde eine Einwohnerzahl von 3820 Personen ermittelt, was einem Rückgang gegenüber dem Jahr 2000 um 8,7 % entspricht. Das Durchschnittsalter der Bewohner betrug 2010 45,8 Jahre. Der Anteil der Weißen betrug fast 90 %, 5 % sind Hispanics.

## Geschichte
Der Name der Stadt auf den in der Gegend lebenden Indianerstamm der Coquille zurück. Nach der Gründung 1885 basierte die ökonomische Grundlage der Siedlung auf der Holzwirtschaft. Der Transport von Gütern und Personen erfolgte überwiegend zu Wasser mittels Dampfschiffen. Bereits im Jahre 1896 übernahm Coquille den Verwaltungssitz des Coors County.

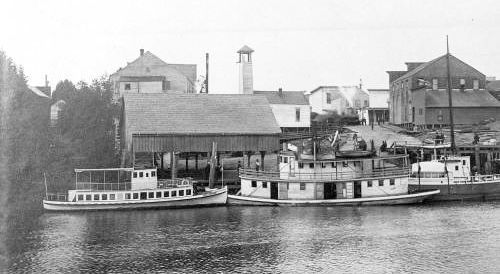
Flussdampfer Wolverine, Favorite und Wilhelmina in Coquille (etwa 1911)

Aufgrund der Nähe zur Gebirgskette der Oregon Coast Range und wegen des Fischreichtums des Coquille Rivers wird die Stadt inzwischen zunehmend im Tourismusbereich tätig. So werden Angel-, Fahrrad- und Wandertouren angeboten. 
Das 1901 erbaute im Queen-Anne-Stil für einen Geschäftsmann erbaute A. J. Sherwood House wurde in das National Register of Historic Places aufgenommen. 2005 eröffnete das Coquille Valley Museum. In einem historischen Sägewerk wurde ein Sommertheater eingerichtet.
Der National Park Service führt für Coquille insgesamt sechs Bauwerke im National Register of Historic Places an (Stand 5. Januar 2019).

## Söhne und Töchter der Stadt
- Amanda Warren (* 1982), Drehbuchautorin und Regisseurin (The Betrayal)
- Laura Gibson, amerikanische Singer-Songwriterin
- Michael S. Waterman (* 1942), amerikanischer Pionier der Bioinformatik
- Wendell Vernon Clausen (1923–2006), amerikanischer Philologe